# Handelsrepublik
Handelsrepublik är en form av statsbildning med ett republikanskt styrelseskick och vars välstånd och politiska betydelse i hög grad vilar på inkomster av handel. Beteckningen används framför allt om historiska stadsstater som exempelvis Venedig, Florens och Novgorod.